# Felice Rignon
Felice Rignon, conte di Marmorito (Torino, 25 febbraio 1829 – Torino, 17 giugno 1914), è stato un nobile e politico italiano.
Fu senatore del Regno d'Italia nella XVII legislatura.

## Biografia

### Infanzia
Figlio dei nobili Edoardo e Maria Cristina Pilo Boyl di Putifigari.

### Matrimonio
Sposò la nobildonna Luigia Perrone di San Martino.

### Carriera politica
Fu eletto sindaco di Torino e ricoprì la carica la prima volta dal 20 novembre 1870 al 31 dicembre 1877 e nuovamente per periodi più brevi tra il 1895 e il 1898.
Fu presidente del Circolo degli Artisti di Torino e tra gli organizzatori dell'Esposizione Generale Italiana del 1898.

### Attività nel sociale
Nel 1863 fu tra i fondatori del Club Alpino Italiano ideato da Quintino Sella.
Su un terreno da lui donato alla città di Torino, in via Massena, fu costruita tra il 1887 e il 1890 la scuola elementare che tuttora porta il suo nome.
Nel 1912 donò alla città di Torino lo storico parco Rignon di corso Orbassano, un tempo parco privato della famiglia Provana di Collegno, che ospita al suo interno la tardo-barocca Villa Amoretti.

## Discendenza
Felice Rignone e Luigia Perrone di San Martino ebbero:
- Maria Cristina Rignon (1858 - 1950);
- Edoardo Rignon (1861 - 1932).